# Paradise Valley (musikalbum)
Paradise Valley är det sjätte studioalbumet av den amerikanska gitarristen John Mayer. Albumet släpptes den 20 augusti 2013. Albumet innehåller singeln "Paper Doll" som släpptes redan den 18 juni. Albumet blev tillgänglig på iTunes & Spotify redan den 13 augusti 2013.

## Låtlista
| Nr  | Titel                                    | Längd |
| --- | ---------------------------------------- | ----- |
| 1.  | Wildfire                                 | 4:14  |
| 2.  | Dear Marie                               | 3:44  |
| 3.  | Waitin' On the Day                       | 4:35  |
| 4.  | Paper Doll                               | 4:19  |
| 5.  | Call Me the Breeze                       | 3:27  |
| 6.  | Who You Love (featuring Katy Perry)      | 4:12  |
| 7.  | I Will Be Found (Lost at Sea)            | 4:03  |
| 8.  | Wildfire (featuring Frank Ocean)         | 1:28  |
| 9.  | You're No One 'Til Someone Lets You Down | 2:48  |
| 10. | Badge and Gun                            | 3:15  |
| 11. | On the Way Home                          | 3:57  |